# Перелік історично значимих наднових

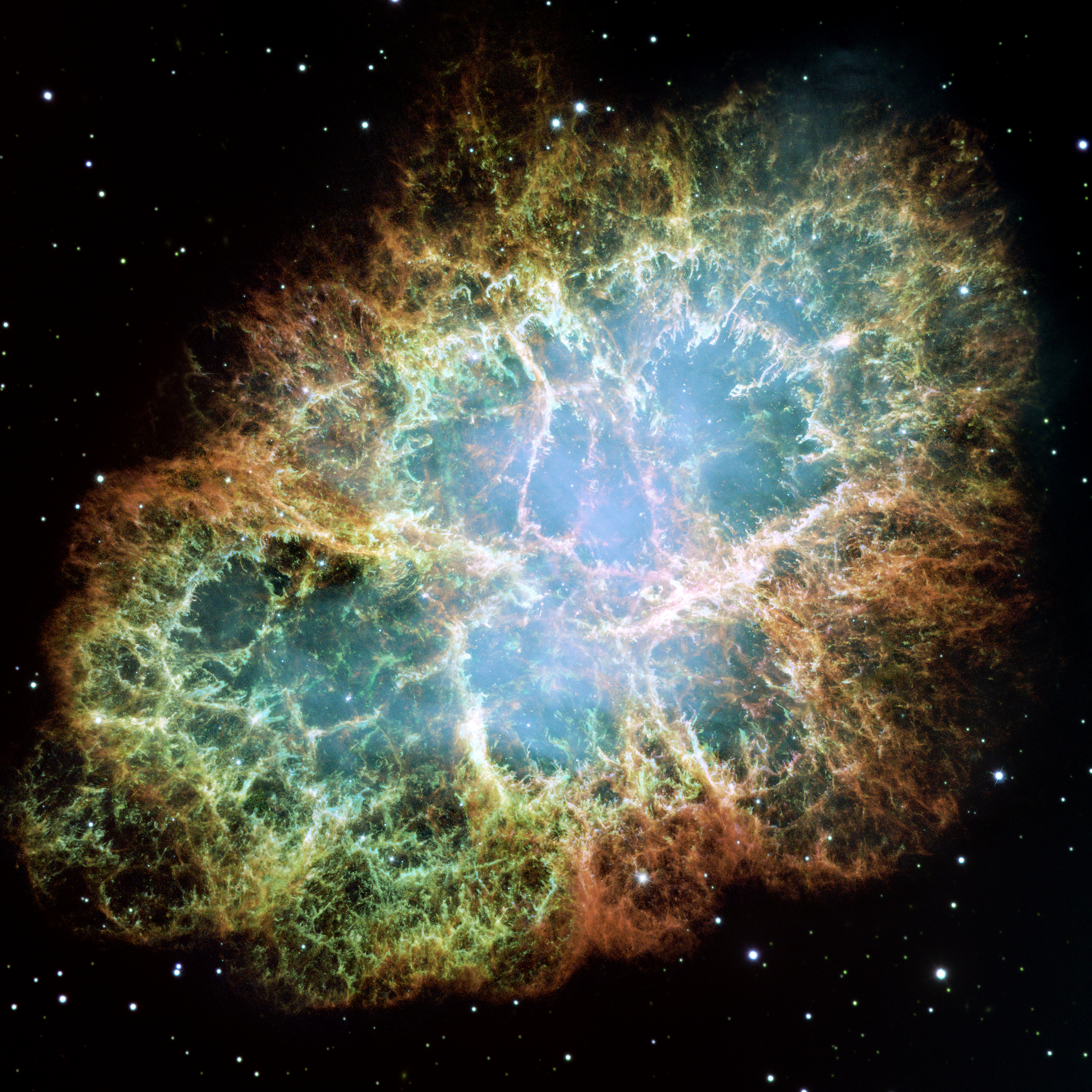
Залишок SN 1054
(Крабоподібна туманність)

Це перелік наднових, які мають історичну значимість. До таких відносяться наднові, які спостерігались до появи фотографії, та окремі події, описані у наукових працях, які мали вплив на теорію наднових.

## Перелік
| Позначення наднової (рік) | Сузір'я          | Видима зоряна величина | Відстань (св.р.)         | Тип      | Галактика | Коментарі |
| ------------------------- | ---------------- | ---------------------- | ------------------------ | -------- | --- | --- |
| SN 185                    | Центавр          | - 4 (?)                | 8 200                    | Ia (?)   | Чумацький Шлях | Вцілілі описи фрагментарні; сучасні оцінки максимуму видимої зоряної величини різняться від +4 to −8. Залишком наднової ймовірно є RCW 86, приблизно у 8 200 св.р., що робить його порівнюваним з SN 1572. Деякі науковці навіть припускають, що це була комета, а не наднова |
| SN 386                    | Стрілець         | +1.5                   | 14 700                   | II       | Чумацький Шлях | Кандидат на залишок - G11.2-0.3. |
| SN 393                    | Скорпіон         | –0                     | 34 000                   |          | Чумацький Шлях | |
| SN 1006                   | Вовк             | –7.5                   | 7,200                    | Ia       | Чумацький Шлях | Широко спостерігалась на Землі; у видимій зоряній величині, найяскравіша зоряна подія у письмовій історії. |
| SN 1054                   | Телець           | –6                     | 6,500                    | II       | Чумацький Шлях | Залишком є Крабоподібна туманність з її пульсаром |
| SN 1181                   | Кассіопея        | 0                      | 8 500                    |          | Чумацький Шлях | |
| SN 1572                   | Кассіопея        | –4.0                   | 8,000                    | Ia       | Чумацький Шлях | наднова Тихо |
| SN 1604                   | Змієносець       | –3                     | 14 000                   | Ia       | Чумацький Шлях | наднова Кепплера; найбільш недавня добре видима наднова у Чумацькому Шляху |
| Кассіопея A, ca. 1680     | Кассіопея        | +5                     | 9 000                    | IIb      | Чумацький Шлях | Ймовірно ніколи не була помітною у видимому діапазоні (внаслідок сильного міжзоряного поглинання); але залишок- Cas A, є найяскравішим джерелом радіовипромінення поза Сонячною системою |
| SNR G1.9+0.3, бл. 1868    | Стрілець         |                        | 25 000                   |          | Чумацький Шлях | «Посмертно» відкрита 1985 року; вік визначений 2008 року |
| SN 1885A                  | Андромеда        | +7                     | 2 400 000                | Ipec     | Галактика Андромеди                                                                                                | Перше спостереження наднової поза межами нашої галактики |
| SN 1895B                  | Кентавр          | +8.0                   | 10 900 000               |          | NGC 5253 | |
| SN 1937C                  |                  | +8.4                   | 13 000 000               | Ia       | IC 4182 | |
| SN 1940B                  | Волосся Вероніки | +12.8                  | 38 000 000               | II-P     | NGC 4725 | |
| SN 1961V                  | Персей           | +12.5                  | 30,000,000               | II?      | NGC 1058 | Потенційна псевдо-наднова |
| SN 1972E                  | Центавр          | +8.7                   | 10 900 000               | Ia       | NGC 5253 | За надновою спостерігали більше року; прототип наднової типу Ia |
| SN 1983N                  | Гідра            | +11.8                  | 15 000 000               | Ib       | M83 | Перше спостереження наднової типу Ib |
| SN 1986J                  | Андромеда        | +18.4                  | 30 000 000               | IIn      | NGC 891 | Яскрава на радіохвилях |
| SN 1987A                  | Золота Риба      | +2.9                   | 160 000                  | IIpec    | Велика Магелланова Хмара                                                                                           | Потужне випромінення досягло Землі 23 лютого 1987 р., 7:35:35 UT. Примітна наявністю фотографій зорі-попередника та фіксацією нейтрино наднових. Найбільш нещодавня спостережувана наднова у Місцевій групі |
| SN 1993J                  | Велика Ведмедиця | +10.8                  | 11,000,000               | IIb      | M81 | One of the brightest supernovae in the northern sky since 1954 |
| SN 2002bj                 | Вовк             | +14.7                  | 160 000 000              | Ia       | NGC 1821 | Спалах типу змінної AM Гончих Псів |
| SN 2003fg                 | Волопас          |                        | 4 000 000 000            | Ia       | безіменна галактика                                                                                                | Також відома як «наднова Шампанське» |
| SN 2004dj                 | Жирафа           |                        | 8,000,000                | Ia (SAB) | NGC 2403 | NGC 2403 є віддаленим членом групи галактики M81 |
| SN 2005ap                 | Волосся Вероніки |                        | 4 700 000 000            | II       | ? | У 2007 її назвали найбільш яскравою надновою, виявленою на той час. |
| SN 2005gj                 |                  |                        | 865 000 000              | Ia/II-n  | ? | Мала одночасно ознаки наднових типу Ia та типу IIn. |
| SN 2005gl                 | Риби             | +16.5                  | 200 000 000              | II-n     | NGC 266 | Зорю-попередника знайшли на старих фото. |
| SN 2006gy                 | Персей           | +15                    | 240 000 000              | IIn (*)  | NGC 1260 | Спостерігалась NASA, *мала пік понад 70 днів, можливо є новим типом. |
| SN 2007bi                 | Діва             | +18.3                  |                          | Ic?      | безіменна карликова галактика                                                                                      | Дуже яскрава та тривала, перший добрий спостережуваний відповідник для моделі наднової, що вибухає внаслідок нестабільності народження електрон-позитронних пар, яка була сформульована для зір з початковою маслю понад 140 мас Сонця (навіть кращий відповідник, ніж SN 2006gy). Маса зорі-попередника оцінюється у 200 мас Сонця, схоже на масу перших зір раннього Всесвіту. |
| SN 2008D                  | Рись             |                        | 88 000 000               | Ibc      | NGC 2770 | Перша наднова, яка спостерігалась в процесі вибуху. |
| MENeaC Abell399.3.14.0    | Овен             | +28.7                  | 1,000,000,000 (z=0.0613) | Ia       | безіменне червоне кулясте скупчення, асоційоване з безіменною червоною еліптичною галактикою у скупченні Abell 399 | Спостерігалась 2009 року. Перша наднова типу Ia, яка спостерігалась у кулястому скупченні |
| SN 2011fe                 | Велика Ведмедиця | +10.0                  | 21 000 000               | Ia       | M101 | Одна з декількох наднових поза нашою галактикою, видимих у 50мм бінокль. |
| SN 2014J                  | Велика Ведмедиця | +10.5                  | 11 500 000               | Ia       | M82 | Найближча наднова після вибуху SN 2004dj у NGC 2403 |
| ASAS-SN-15lh SN 2015L     | Індіанець        | +16.9                  | 3 800 000 000            |          | | Найбільш яскрава наднова (в абсолюній зоряній величині), яка колись спостерігалась |

## Подальше читання
- Green, David A. (2015). Orchiston, Wayne; Green, David A.; Strom, Richard (ред.). Historical Supernova Explosions in Our Galaxy and Their Remnants. New Insights From Recent Studies in Historical Astronomy: Following in the Footsteps of F. Richard Stephenson, Astrophysics and Space Science Proceedings. Т. 43. Switzerland: Springer International Publishing. с. 91—100. doi:10.1007/978-3-319-07614-0_7. ISBN 978-3-319-07613-3.